# E-mini S&P
De E-Mini S&P is een futurecontract op de aandelenindex de S&P 500.
De Standard & Poor 500 is een Amerikaanse aandelenindex. De E-Mini S&P is in 1997 geïntroduceerd door de Chicago Mercantile Exchange omdat de bestaande future contracten te groot waren om verhandeld te worden door kleine handelaren en beleggers. De futures worden verhandeld op het Globex systeem van de CME. De waarde van een future contract staat voor 50 $ maal het niveau van de Standard & Poor 500 index en het tickersymbool is ES. Aan dit symbool wordt vaak een letter toegevoegd om de maand waarin het contract afloopt aan te duiden. Omdat dit per kwartaal geschiedt zijn er 4 symbolen:H voor maart, M voor juni, U voor september en Z voor december. ESZ betekent dan een E-mini S&P500 december. De futures worden ook wel aangeduid als E-mini's.

## Handel in de e-mini's
De handel in de E-Mini S&P futures vindt vijf dagen per week plaats en bijna 23,5 uur per dag door. Per dag worden meer dan 1 miljoen contracten verhandeld wat neerkomt op een onderliggende waarde van meer dan 100  miljard USdollar. De handel begint op zondag 18:00 en gaat door tot vrijdag 16:15, met een dagelijkse handelspauzes tussen 16:15 en 16:30 en van maandag tot donderdag tussen 17:30 en 18:00. Door het grote dagelijkse volume van de handel in de E-mini's geldt het als graadmeter van de beurs zowel tijdens als buiten de standaard beurstijd.